# Luzon-Streifenratten
Die Luzon-Streifenratten (Chrotomys) sind eine Nagetiergattung aus der Gruppe der Altweltmäuse (Murinae). Die Gattung umfasst fünf auf den Philippinen endemische Arten.

## Allgemeines
Luzon-Streifenratten erreichen eine Kopfrumpflänge von 15 bis 20 Zentimeter, hinzu kommt noch ein 9 bis 12 Zentimeter langer Schwanz. Das Gewicht beträgt 115 bis 190 Gramm. Benannt sind sie nach zwei schwarzen Streifen auf der ansonsten grauen oder braunen Oberseite. Der Schwanz ist relativ kurz, die Augen klein, die Ohren mittelgroß.
Diese Nagetiere leben auf der Insel Luzon und vorgelagerten Inseln wie Mindoro und Sibuyan. Ihr Lebensraum ist tropischer Regenwald, die Tiere finden sich bis in 2600 Meter Höhe. Über ihre Lebensweise ist wenig bekannt. Sie ernähren sich von Süßkartoffeln, Gräsern und auch Kleintieren wie beispielsweise Regenwürmern.

## Systematik
Innerhalb der Altweltmäuse sind die Luzon-Streifenratten die Namensgeber der Chrotomys-Gattungsgruppe, einer nur auf den Philippinen lebenden Gruppe, die daneben noch die Nasenratten (Rhynchomys) sowie die Gattungen Apomys und Archboldomys umfasst.
Nach genetischen Untersuchungen von Lecompte et al. (2008) sind die Tiere der Chrotomys-Gruppe nicht nahe mit anderen philippinischen Altweltmäusen verwandt, sondern Teil einer Radiation der Altweltmäuse, deren übrige Vertreter in Neuguinea und Australien leben. Diese Radiation, die manchmal als Hydromyini bezeichnet werden, umfasst noch die Hydromys-Gruppe, die Lorentzimys-Gruppe, die Pogonomys-Gruppe, die Pseudomys-Gruppe, die Uromys-Gruppe und die Xeromys-Gruppe. Mit den Eigentlichen Ratten (Rattus) besteht hingegen nur eine sehr entfernte Verwandtschaft.
Fünf Arten werden unterschieden:
- Die Luzon-Bergstreifenratte (Chrotomys whiteheadi) bewohnt Berge im Norden Luzons.
- Die Luzon-Flachlandstreifenratte (Chrotomys mindorensis) lebt in eher niedrigeren Gebieten auf Luzon und Mindoro.
- Die Isarog-Streifenratte (Chrotomys gonzalesi) kommt nur im Bereich des Berges Isarog im Südosten Luzons vor.
- Die Sibuyan-Streifenratte (Chrotomys sibuyanensis) wurde erst 2005 von Rickart et al. beschrieben ist nur durch ein auf der Insel Sibuyan gefundenes Exemplar bekannt.
- Die Luzon-Spitzmausratte (Chrotomys silaceus) ist in Gebirgsregionen im Norden Luzons beheimatet. Sie wird manchmal in einer eigenen Gattung, Celaenomys, geführt.

Die IUCN listet die Isarog-Streifenratte und die Luzon-Flachlandstreifenratte als „gering gefährdet“ (near threatened), für die Sibuyan-Streifenratten sind „zu wenig Daten vorhanden“ (data deficient). Die übrigen beiden Arten gelten als „nicht gefährdet“ (least concern).